# Statuia spătarului Mihai Cantacuzino
Statuia spătarului Mihai Cantacuzino este prima statuie înălțată în București (1865-1869), fiind realizată din marmură de Carrara de sculptorul Karl Storck.
Spătarul Mihai Cantacuzino (1640–1716) a fost fratele domnitorului Șerban Cantacuzino. Prin grija lui s-a clădit, în 1704, primul spital din București: Spitalul Colțea.
Sculptura este înscrisă în Lista monumentelor istorice 2010 - Municipiul București - la nr. crt. 2277, cod LMI B-III-m-B-19962.
Statuia este amplasată în sectorul 3, pe Bulevardul I. C. Brătianu nr. 1, lângă Biserica Colțea, în curtea Spitalului Colțea, care este prima instituție spitalicească din București. Această lucrare a fost prima comandă care s-a dat unui sculptor din România pentru un monument reprezentativ. Inițial monumentul a fost amplasat în fața Bisericii Colțea, după care a fost mutat pe locul unde se află astăzi, pe axul curții spitalului.
Karl Storck a prezentat ministerului în ziua de 13 decembrie 1867 un desen al statuii și un mic model din gips pentru a obține aprobarea demarării lucrului la monument. Prețul negociat al contractului a fost de 82.000 lei, o sumă importantă pentru acele vremuri.
Statuia spătarului Mihail Cantacuzino a fost cioplită în marmură albă de Carrara de către italianul Ippolito Lepri. Deoarece spațiul liber pare că micșorează volumele, statuia a fost dimensionată mai mare decât înălțimea naturală a personajului și ca urmare, ea denotă echilibru, fapt care arată fără echivoc că autorul ei, Karl Storck, ajunsese la maturitatea artistică. Lucrarea are calitatea de a fi și primul monument din București.
Personajul este îmbrăcat cu un caftan lung cu mâneci foarte largi, fapt care a adus figurii un plus de stabilitate și volum. Spătarul își odihnește mâinile pe mânerul sabiei, având o atitudine modestă și simplă, dar plină de conștiință de sine și demnitate. Dregătorul lui Constantin Brâncoveanu a fost sculptat de către artist în costumul marii boierimi ale acelor timpuri. Artistul a insistat asupra caftanului. Acesta apare îmblănit la piept și la mâneci, ca și cuca boierească de pe cap. Cantacuzino are în spate ctitoria sa și privește cu mare încredere spre viitor, întreaga atitudine exprimă noblețe, liniște, un fel de dârzenie și seriozitate, toate acestea fiind considerate trăsături esențiale ale epocii brâncovenești.
Karl Storck a realizat doar macheta, execuția efectivă și transpunerea în marmură a fost făcută de fiul său, Carol Storck.